# Coyote Shivers
Francis "Coyote" Shivers, född 24 september 1965 i Toronto i Ontario, är en kanadensisk-amerikansk musiker och skådespelare. 
Shivers började arbeta inom musikbranschen som tonåring och var i samma veva medproducent till den första singeln av rockbandet Shadowy Men on a Shadowy Planet. Singelns B-sida, "Having an Average Weekend", blev strax därefter temat till TV-serien The Kids in the Hall. Han har även varit medproducent på bandets två första studioalbum.
Shivers har varit gift tre gånger, där de två första äktenskapen har varit med fotomodellen och sångerskan Bebe Buell och skådespelerskan Pauley Perrette. Tillsammans med en tidigare flickvän vid namn Angela Garber, har de anklagat Shivers för att ha utsatt dem för övergrepp, stalking och trakasserier samt fysisk, sexuell och psykisk misshandel.

## Diskografi (i urval)

### Album
- Coyote Shivers (1996) Mutiny
- 1/2 A Rock & Roll Record (1999) The Orchard (EP)
- Gives It To Ya. Twice (2004) Foodchain Records (dubbel-CD)

### Soundtrackbidrag
- Empire Records, 1995 (låten "Sugarhigh")
- Singel i New York, TV-serie från 1999 (låten "Something Happens" i avsnittet "The Time They Threw That Party")

## Filmografi (i urval)
- 1995 – Johnny Mnemonic
- 1995 – Empire Records